# Dorchester County, South Carolina
Dorchester County är ett administrativt område i delstaten South Carolina, USA. År 2010 hade countyt  136 555 invånare. Den administrativa huvudorten (county seat) är St. George.

## Geografi
Enligt United States Census Bureau så har countyt en total area på 1494 km². 1 489 km² av den arean är land och 5 km² är vatten.

### Angränsande countyn
- Berkeley County, South Carolina - öst
- Charleston County, South Carolina - sydhöst
- Colleton County, South Carolina - sydväst
- Bamberg County, South Carolina - väst
- Orangeburg County, South Carolina - nordväst